# Celosia persicaria
Celosia persicaria ist eine Pflanzenart aus der Gattung Brandschopf (Celosia) in der Familie der Fuchsschwanzgewächse (Amaranthaceae). Sie ist im östlichen Peru beheimatet.

## Beschreibung
Celosia persicaria wächst als krautige Pflanze und erreicht Wuchshöhen von etwa 50 cm. Die Laubblätter sind in Blattstiel und Blattspreite gegliedert. Die kahle, einfache Blattspreite ist bei einer Länge von 13 cm und einer Breite von 25 mm schmal elliptisch mit einem Spreitengrund der sich ganz allmählich in den Blattstiel verschmälert und einem schlank zugespitzten oberen Ende.
Die aufrechten meist unverzweigten, ährigen Gesamtblütenstände bestehen aus um etwa 5 mm voneinander getrennten Knäuel, die jeweils wenige Blüten enthalten. Die Trag- und Vorblätter sind eiförmig-lanzettlich. Die Tepalen sind länglich eiförmig.

## Taxonomie
Celosia persicaria wurde 1902 von Hans Schinz in Bulletin de l'Herbier Boissier Serie 2 Band 3 Seite 4 erstbeschrieben.